# Entre les méandres
Entre les méandres (titre original : Into the Riverlands) est un roman court de fantasy écrit par Nghi Vo et paru en 2022 puis traduit en français et paru aux éditions L'Atalante en 2023. Il s'agit du troisième livre du cycle Les Archives des Collines-Chantantes et il a été suivi par Des mammouths à la porte, paru en 2023.

## Résumé
L'adelphe Chih, archiviste non binaire de l'abbaye des Collines-Chantantes, accompagné d'une huppe parlante nommée Presque-Brillante, se rend aux Quais-de-Bétoine en suivant un chemin serpentant entre les méandres du fleuve Huan. Au cours d'un repas pris dans une taverne, ils sont impliqués dans une rixe et ne doivent leur intégrité physique qu'à l'implication d'une jeune combattante dont la rapidité, l'adresse et la virtuosité les impressionnent. Ils lui proposent ainsi qu'à sa sœur de voyager quelques jours ensemble et ces dernières acceptent. Ils sont peu après rejoints par un couple âgé natif de la région et leur proposant de les guider. Le voyage n'est pas de tout repos car ils font deux fois face à une troupe de bandits se réclamant de la secte de la main blanche pourtant décimée il y a de nombreuses années.